# Вулиця Тарнавка
Ву́лиця Польова́ — вулиця в Личаківському районі Львова, у місцевості Знесіння. Назва вулиці походить від колишньої історичної назви цієї дільниці.
Забудова — переважно одноповерховий конструктивізм і одноповерхова садибна забудова.